# آکیرا یاسودا
آکیرا یاسودا (انگلیسی: Akira Yasuda؛ زادهٔ ۲۱ ژوئیهٔ ۱۹۶۴) پویانما، تصویرگر، مانگاکا، و کارگردان فیلم اهل ژاپن است.